# Інтабуеті
Інтабуеті (груз. ინტაბუეთი) — село в Грузії.
За даними перепису населення 2014 року в селі проживає 191 особа.